# وست سیویل (نیویورک)
وست سیویل (به انگلیسی: West Sayville) یک منطقهٔ مسکونی در ایالات متحده آمریکا است که در شهرستان سافک، نیویورک واقع شده‌است. وست سیویل ۵٫۴۵ کیلومتر مربع مساحت و ۵٬۰۱۱ نفر جمعیت دارد و ۴ متر بالاتر از سطح دریا واقع شده‌است.